# Desaguadero Indijanci
Desaguadero, pleme američkih Indijanaca iz grupe Nahua, porodica Juto-Asteci,  što je obitavalo na ušću rijeke Río San Juan, na granici republika Nikaragva i Kostarika. Nestali su. 
Desaguadero bi mogli imati isto porijeklo kao i susjedna Nahuatlan plemena iz Nikaragve (Nicaraos i Nahuatlate), Bagaces ili Bagaz iz Kostarike i možda Sigua i Chuchures iz Paname. Sve ove grupe činile su malene enklave među lokalnim nesrodnim stanovništvom od kojih su kasnije, nakon gubitka kontakta s Nahua-maticom, asimilirani i u postkolumbovsko doba hispanizirane. 